# Podarzewo
Podarzewo [pronunciación en polaco: /pɔdaˈʐɛvɔ/] (en alemán: Kornfeld) es un pueblo ubicado en el distrito administrativo de Gmina Pobiedziska, dentro del Distrito de Poznan, Voivodato de Gran Polonia, en el oeste de Polonia central. Se encuentra aproximadamente a 5 kilómetros al noreste de Pobiedziska y a 30 kilómetros al noreste de la capital regional Poznań.